# Araeopteron minimale
Araeopteron minimale là một loài bướm đêm trong họ Erebidae.